# Tommy Söderberg
Tommy Söderberg (n. 19 august 1948 în Stockholm) este un antrenor suedez de fotbal.
Ca antrenor a câștigat campionatul Suediei cu AIK în 1992. După care a preluat cârma naționalei de tineret. În 1998 a devenit antrenor principal la echipa națională de fotbal a Suediei, pe care a calificat-o la Euro 2000. În același an Lars Lagerbäck este promovat din antrenor secund în antrenor principal, funcție împărțită cu Söderberg.
Sub conducerea celor doi, Suedia s-a calificat la Campionatul Mondial de Fotbal 2002 și la Euro 2004. După Campionatul European, Söderberg a decis să se reîntoarcă la naționala U21, echipă pe care în prezent o antrenează împreună cu Jörgen Lennartsson.